# Шобек, Михайа
Михайа Шобек (англ. Michaiah Shobek; при рождении Джеймс Майкл Шофнер (James Michael Shofner; 10 апреля 1954 — 19 октября 1976) — американский серийный убийца, совершивший серию из как минимум 3 убийств в период с 5 декабря 1973 по 25 января 1974 года. Все преступления Шобек совершил на территории Багамских островов. Он был приговорен к смертной казни и казнен 19 октября 1976 года, став первым американцем с 1961 года, казненным на Багамских островах. Так как Шобек задолго до совершения убийств демонстрировал признаки психического расстройства и в момент совершения преступлений находился в состоянии невменяемости, споры о том, подлежал ли он уголовной ответственности или нет — велись несколько десятилетий после его казни.

## Биография
Михайа Шобек, урожденный как Джеймс Шофнер родился 10 апреля 1954 года в городе Милуоки (штат Висконсин)  в семье Хуаниты Спенсер и Александра Шофнера - старшего, который имел двух сыновей от первого брака и был старше матери Шобека на 21 год. Через год после рождения Михайи, в 1955 году Хуанита Спенсер родила в браке с Шофнером - старшим дочь Шэрон. Родители Шобека поженились в 1945 году в городе Миллуоки  после того, как Хуанита Спенсер покинула ушла от родителей и покинула семейную ферму в городе Маккомб (штат Миссисипи). По свидетельству Хуаниты Спенсер, в 2-летнем возрасте Михайа перенес нейровирусную инфекцию, вследствие чего у него было диагностировано поражение нескольких отделов головного мозга.
В 1960-м году отец Михайи Шобек сломал палец и умер во время операции от коронарного тромбоза, после чего семья начала испытывать материальные трудности. Через год Хуанита Спенсер вышла замуж во второй раз, однако брак продержался недолго. В 1962 году мать Шобека развелась, определила его сводных старших братьев  в приемные семьи, после чего вместе с Шобеком и его сестрой покинула Миллуоки и переехала в город Фресно (штат Калифорния). Детство и юность Шобек провел в социально неблагополучной обстановке. По одной из версий, отец Шобека - Александр Шофнер - старший страдал тяжелым психическим заболеванием, так как все его сыновья, включая двух старших сыновей от первого брака страдали психическими расстройствами и с юношеских лет демонстрировали деструктивное поведение и различные сексуальные девиации. У старшего сводного брата Шобека - Джона Шофнера  в 1961 году, в возрасте 21 года была диагностирована параноидная шизофрения, после чего он был помещен в психиатрическую клинику с интенсивным наблюдением, где он провел несколько последующих десятилетий. Второй сводный брат - Александр Шофнер - младший до определенного момента не был замечен в проявлении девиантного поведения. Он являлся городским чемпионом по шахматам и работал наборщиком текста в газете «Milwaukee Journal Sentinel», однако в начале 1960-х начал вести криминальный образ жизни. В общей сложности он совершил 44 кражи, 30 нападений на женщин, сопряженных с разбоем и 4 угона автомобиля. В 1965 году 20-летний Шофнер - младший по результатам судебно-медицинской экспертизы был признан невменяемым и также был отправлен в психиатрическую клинику с интенсивным наблюдением, где как и его старший брат провел несколько последующих десятилетий. Михайа Шобек будучи во Фресно начал посещать католическую школу «Emanuel Lutheran School», где характеризовался положительно. В тот период он хорошо учился и был физически активным ребенком. В 1966 году семья Шобека покинула Фресно и переехала в город Бостон (штат Массачусетс), где из-за материальных трудностей они были вынуждены  жить в социальном-жилищном комплексе, где царила тяжелая криминогенная ситуация. После переезда Михайа Шобека попал под влияние местных подростков, ведущих маргинальный образ жизни и также стал демонстрировать девиантное поведение. В конце 1967 года, Шобек был арестован по обвинению в совершении кражи. Всего же, в период с 1967 по 1971 год он  подвергался аресту 17 раз по таким обвинениям, как нападение, кража, вождение автомобиля без водительских прав, хранение наркотических средств и заведомо ложный вызов специализированных служб. В одном случае Шобек едва не скончался от передозировки наркотиков. Каждый раз после ареста и осуждения он отбывал по несколько недель и месяцев в учреждениях для несовершеннолетних преступников и различных воспитательных колониях. В 1971 году Шобек в очередной раз вышел на свободу, после чего вернулся домой к матери. Он вернулся в школу, которую бросил окончательно через несколько месяцев после окончания 8-го класса, несмотря на то, что  на основании тестов у него был выявлен порог коэффициента интеллекта в 108 баллов. В конце 1971 года семья Михайи Шобека покинула Бостон и вернулась в Миллуоки, где Шобек начал зарабатывать на жизнь поденщиком. В этот период он стал посещать Баптистскую церковь, где познакомился с ровесником по имени Рональд Тони. По свидетельствам Тони, после их знакомства Михайа стал утверждать о том, что общается с Богом. Вскоре после этого Шобек покинул церковь, обвинив его руководство в том, что уровень их религиозного фанатизма был крайне невысоким. В этот период все свободное время он проводил за изучением священного писания, чтобы подготовиться к «концу света», вследствие чего расстался со своей девушкой и почти прекратил отношения со своими родственниками и знакомыми, после чего стал демонстрировать признаки психического расстройства. Девушка Шобека впоследствии вспоминала, что причиной их расставания стали проблемы с психикой Михайи, который прекратил с ней интимные отношения, так как посчитал секс греховным занятием и якобы заявил ей о том, что принимает обет безбрачия в целях духовного очищения, в том время как она является духовно нечистоплотной девушкой. В разговорах с окружающими он называл себя «Архангелом Михаилом, который решил посвятить свою жизнь Богу». Согласно свидетельствам его родственников и знакомых, Шобек признавал в своей жизни кроме господа Бога только одного человека, певца Стиви Уандера, чьи песни Шобек охарактеризовал как «божественное послание к людям» и под влиянием которого также пытался писать музыку и тексты к песням. В конце 1971 года Шобек ушел из дома и начал вести бродяжнический образ жизни. В этот период он стал совершать частые поездки на Багамские острова. Некоторое время он также прожил на территории штатов Калифорния и Техас. Осенью 1973 года он вернулся домой, официально сменил имя и спустя несколько дней, в ноябре 1973 года снова уехал на Багамские острова в качестве туриста, где вскоре совершил серию убийств. Мать Шобека впоследствии свидетельствовала, что Михайа мотивировал свое проживание в других штатах и свой отъезд на Багамы повелением Бога, который общался с ним во время сновидений.

## Серия убийств
Первой жертвой Шобека стал 50-летний адвокат по имени Пол Хауэлл, житель города Масиллион (штат Огайо), которого Шобек убил 5 декабря 1973 года. На Багамских островах Хауэлл присутствовал на съезде «Ассоциации адвокатов штата Огайо», которая проходила в городе Нассау. Михайа Шобек путем слежки узнал место проживания Хауэлла и совершил на него нападение в его гостиничном номере. Во время нападения Шобек нанес Хауэллу несколько ударов ножа в область грудной клетки, после чего перерезал ему горло. В середине января 1974 года на территории аэропорта Нассау Шобек познакомился с 44-летним Ирвином Бернштейном, бухгалтером из штата Нью-Джерси,  после чего они отправились на пляж, расположенный на острове Нью-Провиденс. Шобек утверждал, что в одном из своих сновидений Бог приказал ему убить Бернштейна из-за его духовной нечистоплотности. Согласно опоказаниям Шобека, он предложил Бернштейну заняться сексом с целью убедиться в том что он является «Ангелом Люцифера». Шобек заявил, что зарезал Бернштейна после того, как он согласился на интимную близость, чем подтвердил его подозрения в одержимости силами ада. Тело Ирвина Бернштейна было обнаружено 18 января 1974 года на пляже, одетым только в носки и туфли. После этого он совершил убийство 50-летнего адвоката по имени Пола Хауэлла, жителя города Массиллион, штат Огайо и 17-летней Кэти Смит, жительницы города Детройт, которая как и все жертвы Шобека были туристами.
В конце января 1974 года Михайа Шобек познакомился с 17-летней Кэти Смит, жительницей города Детройт, которая проводила каникулы на Багамских островах в качестве туристки вместе с одноклассниками. 25 января того же года во время прогулки с девушкой, Шобек задушил ее в безлюдной местности, после чего сбросил ее труп в канаву, накрыв тело картонной коробкой. Тело Кэти Смит было обнаружено на следующий день. В ходе расследования убийства Кэти Смит полиция опросила ее друзей и знакомых, которые заявили  что видели девушку гуляющей с Михайей Шобеком незадолго до ее исчезновения, на основании чего 30 января того же года Михайа Шобек был задержан. Во время допроса он полностью признал свою вину в совершении всех трех убийств, но заявил, что сделал это под влиянием голосов в голове божественного происхождения, благодаря чему его вменяемость была подвергнута сомнению. По ходатайству его адвокатов Шобек был отправлен на судебно-медицинскую экспертизу, по результатам которой был признан вменяемым.

## Суд
На судебном процессе Шобек полностью признал свою вину, повторив версию о том, что все его жертвы были «ангелами Люцифера» и он их убил по приказу Бога, который во время отдыха на Багамских островах указал ему личности жертв. Адвокаты Шобека настаивали на том, что Михайа Шобек в момент совершения убийств находился в состоянии невменяемости и соответственно не подлежал уголовной ответственности. В качестве свидетеля защиты на судебном процессе дала показания мать Шобека- Хуанита Спенсер, которая пыталась убедить суд в том, что в их семье была выражена предрасположенность к шизофрении, так как оба старших брата Шобека страдали психическими заболеваниями. Однако доводы родственников Шобека и его адвокатов не убедили суд. 14 мая 1974 года Михайа Шобек был признан виновным в совершении 3 убийств после чего суд приговорил его к смертной казни. Первая дата исполнения смертного приговора была назначена на 7 октября 1975 года. После окончания судебного процесса  адвокаты Шобека совместно с сотрудниками посольства США подали ряд апелляций, вследствие чего приведение его смертного приговора в 1975 году было отложено на неопределенный срок. В марте 1976 года психиатр Генри Подлевски, проводивший судебно-медицинскую экспертизу Михайи Шобека изменил свой вердикт и присоединился к команде адвокатов Шобека. В своих показаниях, которые были внесены в апелляционный документ, Подлевски заявил, что психические, эмоциональные и поведенческие проблемы Шобека являются признаками параноидной шизофрении. Адвокаты Шобека заявляли, что в случае удовлетворения апелляции и назначения своему подзащитному нового судебного разбирательства будут настаивать на вынесении Шобеку уголовного наказания в виде пожизненного лишения свободы или освобождения его от уголовной ответственности по причине невменяемости, однако апелляция в конечном итоге была отклонена.
Настоящее количество жертв Михайи Шобека являлось предметом многочисленных споров. По версии следствия Шобек был ответственен за совершение еще нескольких убийств, так как много путешествовал в период с 1971 по декабрь 1973 года и истинный род его деятельности в этот период был никому не известен.

## Казнь
Михайа Шобек был казнен путем повешения 19 октября 1976 года в тюрьме «Fort Hill Prison», расположенной на окраине Нассау. За день до его казни, адвокаты Шобека вели переговоры с представителями администрации президента США Джеральда Форда с просьбой обратиться к правительству Багамских островов, для того чтобы в очередной раз отсрочить приведение смертного приговора в исполнение, так как адвокаты Шобека готовили новый апелляционный документ, но представители администрации президента США отказали им, заявив, что дело Шобека не является более приоритетом во внешнеполитической деятельности США. Шобек стал первым американцем, казненным на Багамах за последние 15 лет. Перед казнью Шобек отказался исповедаться у священника и провел свои последние часы жизни в камере, расположенной  всего в нескольких метрах от виселицы. В качестве последнего ужина он заказал апельсиновый сок, блюдо из крупы, колбасу, хлеб, масло и чашку кофе. В соответствии с законодательством Багамских островов,  Михайа Шобек, как и все казненные преступники, был похоронен на тюремном кладбище, расположенном на расстоянии 2 километров от тюрьмы. Родственники Шобека выразили желание забрать его тело для захоронения на территории США, однако посольство США на Багамских островах заявило им, что это будет стоить около 1000 долларов, однако такую сумму мать Шобека не смогла найти.